# درایدن
درایدن (به انگلیسی: Dryden) یک منطقهٔ مسکونی در کانادا است که در بخش کنورا واقع شده‌است.

## خصوصیات
درایدن  ۷٬۶۱۷ نفر جمعیت دارد و ۳۷۱٫۹۰ متر بالاتر از سطح دریا واقع شده‌است.